# Milanów (condado de Garwolin)
Milanów es un pueblo de Polonia, en Mazovia. Se encuentra en el distrito (Gmina) de Sobolew, perteneciente al condado (Powiat) de Garwolin. Se encuentra aproximadamente a 2 km al este de Sobolew, 19 km al sur de Garwolin, y a 71 km al sureste de Varsovia. 
Entre 1975 y 1998 perteneció al voivodato de Siedlce.